# Петер Сков-Єнсен
Петер Сков-Єнсен (дан. Peter Skov-Jensen, нар. 9 червня 1971, Есб'єрг) — данський футболіст, що грав на позиції воротаря, зокрема за «Мідтьюлланд» і національну збірну Данії. По завершенні ігрової кар'єри — тренер.

## Клубна кар'єра
У дорослому футболі дебютував 1990 року виступами за команду клубу «Есб'єрг», в якій провів сім сезонів, взявши участь у 159 матчах чемпіонату. 
Своєю грою за цю команду привернув увагу представників тренерського штабу клубу «Мідтьюлланд», до складу якого приєднався 1997 року. Відіграв за команду з Гернінга наступні вісім сезонів своєї ігрової кар'єри. Більшість часу, проведеного у складі «Мідтьюлланда», був основним голкіпером команди.
Згодом з 2005 по 2008 рік грав у Німеччині за «Бохум» та у Норвегії за «Саннефіорд».
Завершив професійну ігрову кар'єру на батьківщині у клубі «Кеге», за команду якого виступав протягом 2008 року.

## Виступи за збірні
1990 року залучався до складу молодіжної збірної Данії. На молодіжному рівні зіграв у 3 офіційних матчах, пропустив 1 гол.
2002 року дебютував в офіційних матчах у складі національної збірної Данії. Протягом кар'єри у національній команді, яка тривала 3 роки, провів у її формі 4 матчі.
Був включений до заявки збірної на чемпіонат Європи 2004 року у Португалії, утім на турнірі був лише одним з дублерів Томаса Соренсена і на поле не виходив.

## Кар'єра тренера
Розпочав тренерську кар'єру відразу ж по завершенні кар'єри гравця, 2008 року. Займався підготовкою воротарів у нижчолігових данських командах.